# 今野裕二郎
今野 裕二郎（いまの ゆうじろう）は、日本の元卓球選手。現役時代は日本代表として世界卓球選手権でメダルを獲得するなど活躍した。

## 経歴
早稲田大学卒業、旺文社所属。
1969年度、全日本卓球選手権大会では田阪登紀夫と出場した男子ダブルス決勝で伊藤繁雄 / 長谷川信彦組に0-2で敗れ準優勝。※以降、男子ダブルスのペアは特記がない限り田阪。
1970年度、全日本選手権シングルス決勝で長谷川に1-3で敗れ準優勝。
1971年度、名古屋市で開催された第31回世界卓球選手権シングルスでドラグティン・シュルベク (ユーゴスラビア) に0-3で敗れ16強。阿部勝幸と出場した男子ダブルス準々決勝で西飯徳康 / 大屋正彦組 (日本) を3-1で下すも準決勝で荘則棟 / 梁戈亮組 (中国) に0-3で敗れ銅メダル。全日本選手権では山口朝子と出場した混合ダブルス決勝で阿部 / 阪本礼子組に0-2で敗れ準優勝。世界ランク24位。
1972年度、全日本社会人卓球選手権ではシングルスで優勝。全日本選手権で男子ダブルス決勝で伊藤 / 阿部組に0-2で敗れ準優勝。
1973年度、サラエボ (ユーゴスラビア) で行われた第32回世界卓球選手権シングルスで16強。団体で河野満・高島規郎・田阪・長谷川とともに銅メダル。世界ランク17位。全日本選手権男子ダブルス決勝で永石幸久 / 原武進組を2-0で破り初優勝。
1974年度、横浜市で開催されたアジア卓球選手権男子ダブルスで銅メダル。世界ランク15位。全日本選手権男子ダブルス決勝で阿部勝幸 / 阿部博幸組を2-0で破り2度目の優勝。
1975年度、社会人選手権男子ダブルスで優勝。